# Frederick Edward Beckwith
Pour les articles homonymes, voir Beckwith.
Frederick Edward (dit Fred) Beckwith, né le 16 décembre 1821 probablement à Ramsgate et mort le 29 mai 1898 à Uppingham, est un nageur professionnel anglais.
Fred Beckwith domina la natation anglaise dans les années 1850 en conservant son titre de « champion d'Angleterre » de 1852 à 1858. Il s'installa ensuite comme maître-nageur et entraîneur aux Lambeth Baths, dans le sud de Londres. Il forma une bonne partie de la génération suivante de nageurs anglais. Il participa à la préparation physique de Matthew Webb avant sa traversée (la première de l'histoire) de la Manche à l'été 1875.
Il était aussi organisateur de spectacles de natation, à Londres et en tournée, jusqu'à Paris. Sa troupe était constituée de ses enfants dont certains, comme Agnes, Willie ou Charles, furent aussi de grands nageurs de la seconde moitié du XIXe siècle.

## Contexte sportif
En 1837, à Londres, fut créée ce qui est souvent considéré comme la première organisation de la natation sportive en Europe, la National Swimming Association. Celle-ci organisa dès cette même année les premières courses, entre étudiants, avec des professionnels voire entre Britanniques et Amérindiens. En parallèle, des piscines couvertes et chauffées étaient construites : Londres en comptait huit dès 1828. La natation, longtemps un sport d'extérieur « d'eau libre », devenait peu à peu un sport d'intérieur en bassin.
La seconde moitié du XIXe siècle fut un moment de transformation pour la pratique de la natation sportive en Grande-Bretagne, comme d'ailleurs pour tous les autres sports alors. En effet, se posa très clairement la question du choix entre amateurisme et professionnalisme. En janvier 1869, les divers clubs de natation sportive londoniens se fédérèrent dans l'Association of Metropolitan Swimming Clubs rebaptisée la même année London Swimming Association puis la Metropolitan Swimming Association en 1870. L'idée était de réguler ce sport. Et dès le 11 février 1869, cette nouvelle fédération posa des règles très strictes d'amateurisme,.
En 1873, la fédération londonienne élargit ses compétences à l'ensemble du pays, devenant la Swimming Association of Great Britain. L'Amateur Swimming Union se sépara de celle-ci en 1884, à cause de divergences de vue concernant l'amateurisme. Finalement, deux ans plus tard, les deux se réconcilièrent pour former l'Amateur Swimming Association. Cette fédération amateur, couvrant l'ensemble du pays, lutta pied à pied et parfois devant les tribunaux contre les professionnels. Cependant, la natation ne pouvait se passer de professionnels. En effet, elle est un sport qui n'est pas inné et doit s'apprendre avec des maîtres-nageurs. Ceux-ci n'étaient alors pas considérés comme des amateurs car selon les règles très strictes de l'amateurisme, ils gagnaient de l'argent avec leur sport. L'ASA chercha d'ailleurs très vite à les encadrer en créant par exemple dès 1899 un certificat de qualification leur permettant d'enseigner. En 1902, elle en avait délivré soixante-sept à des hommes comme à des femmes. Malgré tout, avec ou sans cette certification, un maître-nageur, pour attirer des élèves devait se bâtir une réputation. Les premiers, avant les diplômes, fondaient leur carrière sur les titres qu'ils avaient pu remporter, les exploits qu'ils avaient pu accomplir, mais aussi parfois en ayant organisé des spectacles aquatiques,,.
Parmi ces nageurs, maîtres-nageurs, entrepreneurs de spectacles aquatiques, un certain nombre sont encore connus. Ainsi, Thomas Attwood, probablement né vers 1847, il fut élève puis maître-nageur assistant de Fred Beckwith en 1869-1870. Dès 1867, il disposait de son propre spectacle aquatique dans les Cremorne Gardens de Chelsea dans un bassin transparent. Il participa aussi aux spectacles aquatiques de son ancien professeur, comme en juillet 1870 aux Lambeth Baths. En 1871, il était en tournée à Hambourg. Lors des recensements de 1871 à 1891, il déclara comme profession enseignant de natation. Né en 1849, David Pamplin était le fils d'un serveur aux Metropolitan Baths. Il fut élève de Fred Beckwith ; il participa aussi à ses spectacles aquatiques. Malgré tout, au recensement de 1861, il était encore enregistré en tant qu'ouvrier de scierie. Après un séjour en Australie en 1862-1863, il s'installa comme maître-nageur aux Bains de Camberwell et Dulwich dans le sud de Londres. De 1871 à 1911, la profession qu'il déclara lors des recensements était professeur de natation, à Islington dans les années 1870 et à Sandhurst dans les années 1880. Au recensement de 1891, il était installé avec sa femme et ses neuf enfants à Kingston upon Thames où il enseignait la natation à l'école locale. En 1892, l'année où il publia un manuel de natation, il obtint le poste d'instructeur de natation aux Bains de Tunbridge Wells. En 1901 et 1911, il enseignait en « libéral ». Matthew Webb disait de lui qu'il avait atteint la perfection dans l'« over hand stroke ». Richard T. Giles finit deuxième derrière Willie Beckwith aux championnats d'Angleterre de 1874. Il participa aux spectacles de Fred Beckwith en 1875 lors d'une tournée à Eastbourne. Il enseignait déjà la natation aux Albion Baths d'Albion Hall dans Hackney en 1873. Aux recensements suivants, il déclara exercer la profession de professeur de natation, à Holborn en 1881 ; à Islington en 1891 ; en 1901 et 1911, il excerçait en « libéral » dans l'Essex.
Fred Beckwith fut de ces champions, entrepreneurs et maîtres nageurs. Il devint une figure incontournable des bassins londoniens voire anglais,. Il réussit à maintenir sa popularité pendant près de quarante ans,.

## Famille
Frederick Edward Beckwith (dit Fred Beckwith) serait originaire de Ramsgate dans le Kent et serait né le 16 décembre 1821,,. Son père William Henry Beckwith aurait été musicien. Fred Beckwith s'installa dans Lambeth (sud de Londres) dans les années 1840. Il aurait d'abord été chaisier itinérant,.
En juillet 1858, Fred Beckwith épousa Agnes Oram (1831 ou 1832–1875). Ils eurent trois filles (Frances Ann, dite Jessie, née en 1852, Agnes Sarah morte à quatre mois en juin 1859 et Agnes Alice née en 1861) et trois garçons (Frederick né en 1854, William Henry, dit Willie, né en 1857 et Charles né en mai 1865). Après la mort de sa première épouse en 1875, il épousa l'année suivante Elizabeth Ainley Burgess Osland (née en 1847), fille du comptable James Henry Osland. Ils eurent une fille en 1878, Elizabeth Agnes (dite Lizzie),,. La relation entre Fred Beckwith et sa seconde épouse fut cependant très mouvementée. Ils étaient séparés en 1881, apparemment à cause de la violence de l'épouse. Ils eurent un fils, Robert dit Bobbie, baptisé le 3 octobre 1883 et qui fut lui aussi mis à l'eau au début des années 1890. Le couple était à nouveau séparé en 1889 quand Fred Beckwith demanda l'autorisation judiciaire d'employer sa jeune fille Lizzie dans ses spectacles de natation, malgré la séparation du couple parental. En 1891, Fred Beckwith vivait avec sa fille Lizzie et son fils Bobbie ainsi qu'avec les nageuses professionnelles de sa troupe Minnie Ward (20 ans) et Olivette Flower (16 ans), sur Tothill street, la rue du Royal Aquarium, la principale salle de spectacles où se produisait la troupe familiale. Malgré tout, à sa mort en 1898, son épouse était à nouveau enceinte de lui,,.

## Nageur professionnel
Avant même de s'installer dans Londres, Fred Beckwith s'était illustré comme « nageur de compétition » dans son Kent natal,, malgré sa petite taille (autour d'1,62 m pour à peine plus d'une cinquantaine de kilos). Après son arrivée dans la capitale, il remporta de nombreuses courses nagées dans la Tamise, sur des distances allant du quart de mile à quatre miles.
En 1850, il remporta la médaille d'or « Léandre ». Il fut « champion du Surrey » en 1850 et 1851,, avant d'être battu par Charles Steeman en 1852 et 1853. Il semblerait que ce type de « titre » de « champion » s'obtenait et se gardait alors de la même façon que pour les titres de champions de boxe. Un nageur défiait le tenant d'un titre et le conservait tant qu'il n'était pas à son tour battu ou ne prenait pas sa retraite. Il fut « champion d'Angleterre » de 1852 à 1858, voire 1861 puisque le « championnat » suivant n'eut lieu qu'en 1862,,. La plupart de ses courses s'accompagnaient de défis financiers entre les nageurs. Il considéra qu'il avait remporté le titre de « champion du monde » en 1854, mais la presse sportive de l'époque refusa de le reconnaître. En 1851, il s'était mesuré au tenant du titre et avait terminé troisième de la course et s'était montré mauvais perdant. En 1854, Young, arrivé premier et Charles Steedman, arrivé second avaient émigré (Steedman pour le Victoria en Australie). Beckwith considéra donc qu'il avait hérité du titre, plus ou moins par forfait. La presse considéra qu'il était beaucoup trop loin de ces deux nageurs bien meilleurs que lui pour mériter le titre.
En 1858, il prit sa « retraite » de nageur professionnel pour devenir entraîneur de natation,. Cependant, il n'hésitait pas, souvent depuis l'un des pubs qu'il possédait, à lancer divers défis. En avril 1861, il annonça qu'il était prêt à affronter n'importe quel [nageur] américain, pour 100 Livres sur un à cinq miles. En octobre 1861, il aurait dû affronter, sur vingt longueurs des Lambeth Baths, le coureur d'origine sénéca Deerfoot (en). Beckwith aurait laissé 15 secondes d'avance à son adversaire. Finalement, la rencontre n'eut pas lieu, Deerfoot ayant déclaré forfait,. Cependant, des sources considèrent qu'elle s'est tenue.
En août 1863, il releva le défi du nouveau champion d'Angleterre d'origine mancunienne E. B. Mather, sur la Tamise entre Hammersmith et Putney, le vainqueur empochant 200 Livres. Dans cette course, organisée par le London Swimming Club, Beckwith pourtant âgé de 39 ans, était favori des paris. Il l'emporta sur abandon de son adversaire. Fred Beckwith reprit donc une dernière fois son titre de champion d'Angleterre,,. L'année suivante, les deux hommes s'affrontèrent à nouveau, cette fois-ci à Manchester et sur une course « à obstacles » : les nageurs devaient passer au dessus ou en dessous de perches. La course se tint aux Jardins zoologiques de Belle Vue devant 5 000 spectateurs. Beckwith, encore annoncé vainqueur, s'inclina malgré tout, de « trois pouces », à son grand chagrin.

## Maître-nageur

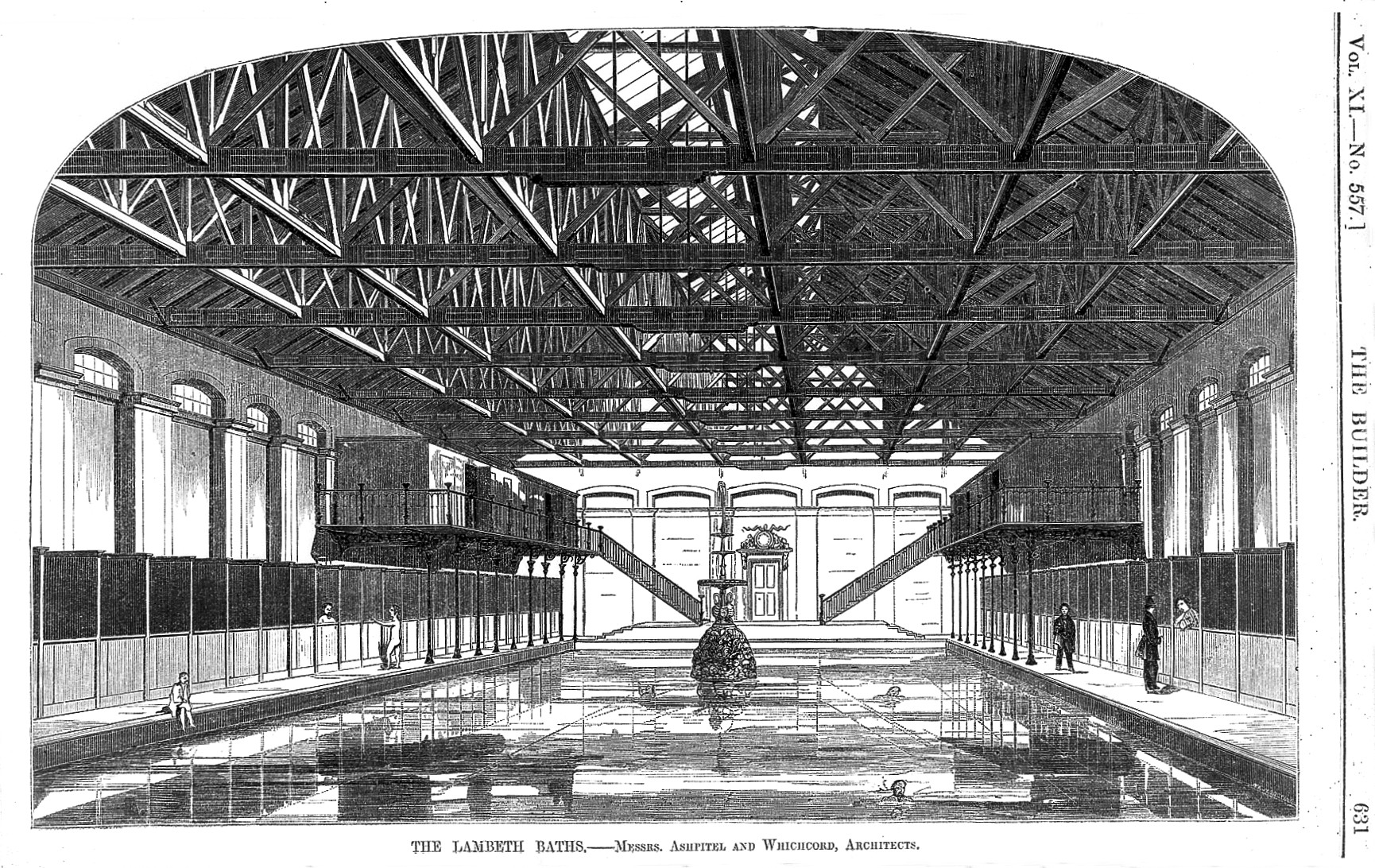
Les Lambeth Baths en 1854.

Fred Beckwith se désigna « professor of swimming » et s'installa aux Lambeth Baths, un établissement de bains privés créé en 1853. Installés sur Westminster Bridge Road (en), ils étaient considérés à leur création comme les plus grands d'Angleterre. Ils succédaient à un établissement de bains plus ancien. Comme celui-ci (et d'autres ailleurs), le bassin principal pouvait être recouvert d'un plancher. La salle ainsi créée servait à diverses activités pour le quartier : exposition ou meeting. Les bains disposaient aussi d'un gymnase, géré par Fred Beckwith, puis son fils Willie puis son agent artistique et futur gendre William Taylor. Le gymnase avait une piste de course et divers agrès. Fred Beckwith fut le principal maître-nageur des Lambeth Baths pendant plus de vingt ans. Ses élèves, avant de partir faire une carrière personnelle, lui servaient parfois de maître-nageur assistant, ainsi Thomas Attwood en 1869-1870.
En 1877, des cours de natation réservés aux femmes furent aussi institués aux Lambeth Baths, les mardi et vendredi de 10 heures à midi, en présence de la nouvelle vedette de la famille, sa fille Agnes,. En 1883, ces créneaux furent étendus les mardi et vendredi de 11 heures à 16 heures. À peu près à la même époque, le bassin de la salle de spectacle le Royal Aquarium fut ouvert à partir de sept heures du matin pour des cours de natation, donnés par Fred Beckwith.
En 1884, les Beckwith s'installèrent dans les bains modernes du Marine Palace de Margate : Fred Beckwith y enseignait aux hommes dans un bassin, tandis qu'Agnes, dans un bassin voisin enseignait aux femmes,. En 1891, Fred Beckwith fut nommé « maître nageur » des tout nouveaux bains créés sur Thames Embankment, les premiers éclairés à l'électricité,.
Fred Beckwith enseigna aussi à la Royal Naval School, au Christ's Hospital, au King's College, et à la prestigieuse Westminster School : ces cours lui donnèrent un accès privilégié à la bonne société britannique,. Ainsi, au début des années 1870, il avait les enfants de la famille Rothschild comme élèves. Et le père, Leopold de Rothschild, l'aida pour l'établissement des contrats de ses spectacles lors de sa tournée à Paris,.
En 1857, il avait écrit un ouvrage intitulé The Whole Art of Swimming, mais la seule trace qui reste est l'annonce par le journal Morning Chronicle que la rédaction en avait reçu un exemplaire en vue d'un compte-rendu. En 1863, il fit paraître un court traité de natation, très souvent repris et plagié, dans le Boy's Journal précédé de la liste de ses victoires. Il y expliquait sa technique de « side stroke », principalement les bras ; considérant que les jambes faisaient un ciseau de brasse, mais pour lui, les chevilles devaient se toucher en fin de mouvement. Il y considérait que le quart de mile (autour de 400 mètres) devait se nager en eau libre en 8 min 40 s et un peu plus vite en bassin.
Fred Beckwith entraîna de nombreux champions anglais. Son « élève » le plus célèbre fut Matthew Webb qui à partir de juin 1875 vint préparer avec Beckwith sa traversée de la Manche,,. Dans les années qui suivirent, jusqu'à la mort tragique de Webb, les deux hommes collaborèrent : Beckwith utilisait dans ses publicités le fait qu'il aurait été le « premier à proposer à Webb de nager sur de longues distances » — il faisait ici référence au parcours d'entraînement de 20 miles entre Blackwell et Gravesend suggéré par Beckwith et réalisé par Webb en juillet 1875 — ; Webb participait aux événements organisés par Beckwith, comme cette épreuve de six jours en 1879, remportée par Webb qui empocha aussi la prime de 70 livres.
Les avis divergeaient durant sa carrière quant à ses qualités de nageur. Pour certains observateurs, il n'était pas considéré comme un très grand nageur : son style de « side stroke » n'étant pas parfait au niveau des jambes. À l'inverse, le magazine London Reader en 1864 invitait ses lecteurs à l'observer pour s'inspirer de son style « parfait ». Un commentateur le dit le nageur le plus gracieux et accompli qu'il ait pu voir. Dans ses mémoires, Webb vantait la brasse indienne de Beckwith et parlait de lui comme le plus grand expert vivant en ce qui concernait la natation. Beckwith aurait ainsi judicieusement conseillé à Webb de ne pas serrer les doigts pour éviter les crampes. Après sa mort, il fut considéré comme le « père de la natation moderne » ; et ses disciples David Pamplin et son fils Willie Beckwith furent essentiels dans le développement de l'« over hand stroke » qui finit par mener au crawl. Le principal moyen de diffusion de ces techniques était les courses organisées comme des spectacles par Beckwith,.

## Rôle associatif
En mai 1859, Beckwith fonda la National Philanthropic Swimming Society, une société caritative destinée à promouvoir l'apprentissage de la natation dans les classes populaires et à lutter contre les noyades. Avec cette société et le soutien de la Royal Humane Society (en), il organisait, le lundi de Pentecôte des compétitions dans la Serpentine de Hyde Park. Cette société proposait aussi à des philanthropes de financer des cours de natation,,.
En juillet 1881, Fred Beckwith devint vice-président et ses fils Frederick, Willie et Charles membres très actifs, du syndicat créé pour défendre les intérêts des nageurs professionnels, la Professional Swimming Association. En effet, la fédération britannique (la Swimming Association of Great Britain) avait interdit aux amateurs de concourir contre les professionnels — en fait, les maîtres-nageurs principalement —. Dans les premiers temps, les relations restèrent cordiales, la SAGB se montrant souple quant aux règles d'amateurisme : les amateurs membres honoraires de la PSA ne perdaient pas leur statut. En 1885, Fred Beckwith organisa le National Swimming Festival où furent invités amateurs et professionnels (maîtres-nageurs) : l'idée était de promouvoir la pratique de la natation en réconciliant tous les types de nageurs. La même idée était derrière le grand dîner de gala de la Professional Swimming Association en février 1886. Et professionnels comme amateurs s'y retrouvèrent autour du grand champion amateur de l'époque Horace Davenport (en). Celui-ci rappelait qu'il avait commencé sa carrière de nageur dans les « fêtes aquatiques » organisées par Beckwith et qu'il y avait remporté ses premières médailles remises par le « professor » lui-même. Cependant, la Professional Swimming Association finit par disparaître en 1891, marginalisée par l'Amateur Swimming Association qui prit le contrôle des compétitions mais aussi des spectacles et imposa des règles d'amateurisme de plus en plus strictes,.

## Organisateur de spectacles
Les foules étaient au rendez-vous des spectacles de natation que Fred Beckwith organisait, dans les premiers temps aux Lambeth Baths. Ainsi, en septembre 1857, puis août et octobre 1858, lui-même et ses élèves, comme David Pamplin, s'affrontaient ou affrontaient des nageurs invités lors de courses, mais ils réalisaient aussi diverses démonstrations de nage artistique ou simplement de flottaison. Il multiplia ensuite les tournées : dans Chelsea, à Southampton (juin 1859), à Manchester (août 1862), Birmingham ou Paris,.
Fred Beckwith profita principalement du grand bassin transparent du Royal Aquarium, une immense salle de spectacles créée en janvier 1876 juste à côté de l'Abbaye de Westminster et des Maisons du Parlement,. Fred Beckwith affirmait qu'il avait été non seulement l'inventeur de ce type de bassin transparent, mais en plus qu'il avait été le premier à organiser des spectacles aquatiques dans des bassins transparents et enfin qu'il avait aussi été le premier à partir en tournée avec ce type de bassin. Il en voulait pour preuve que dès l'été 1871, il en utilisait un avec sa troupe lors de sa tournée à Paris. Ces affirmations firent naître une polémique dans la presse au printemps 1891, mais il maintint fermement ses positions. Il semblerait que son ancien élève, Thomas Attwood, devenu maître-nageur à son tour et surnommé « Natator », faisait depuis 1867 des démonstrations de natation devant jusqu'à 2 000 spectateurs payants dans les Cremorne Gardens de Chelsea dans un bassin transparent rempli d'un mètre quatre-vingts d'eau. En 1869, la troupe de Beckwith vint même s'y produire à ses côtés,. L'année précédente, Fred Beckwith avait envoyé un courier promotionnel aux directeurs de théâtres et aux agents britanniques, leur proposant son attraction. Il y expliquait que sa troupe, sa « famille amphibie », « la plus grande nouveauté de l'époque », s'était déjà produite dans un bassin transparent à Manchester puis à Liverpool en février 1868 et à Birmingham plus tard dans l'année. Ensuite, lors des tournées, en février 1872 à Paris, en août 1872 à Brighton, voire dans le gymnase des Lambeth Baths en novembre 1873, un bassin transparent fut utilisé.
Malgré tout, comme toute industrie du spectacle, Fred Beckwith devait parfois affronter la concurrence. Ainsi, lors d'une tournée, à Southampton, un cirque attira tout le public, hormis ceux qui voulaient se mesurer aux nageurs de la troupe dans l'espoir de remporter un prix. Cependant, Fred Beckwith avait un avantage certain : ses filles, Jessie d'abord puis de plus en plus Agnes qui était devenue au milieu des années 1870 la principale attraction des spectacles.

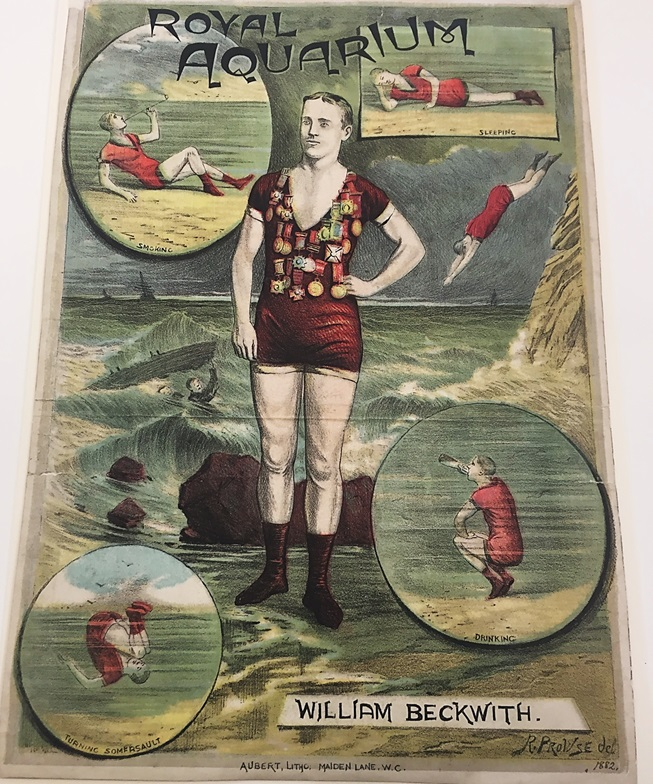
Affiche promotionnelle pour un spectacle de Willie Beckwith au Royal Aquarium en 1882. Dans les vignettes : en haut à gauche, il « fume » sous l'eau ; en haut à droite, il reste sans bouger au fond de l'eau ; en bas à gauche, il réalise divers tours ; en bas à droite, il boit sous l'eau. Au centre, il sauve un naufragé.

Dans ses spectacles, Fred Beckwith utilisait en effet ses enfants dès leur plus jeune âge. Jessie, Frederick (junior) et Willie participèrent à une course pour nageurs de moins de 16 ans, aux Lambeth Baths en 1863 ; ils ne la remportèrent d'ailleurs pas : ils furent devancés par Thomas Attwood,. Agnes aurait été mise à l'eau dès quatre ou cinq ans. En 1865, une photographie dans le Boy's Own Magazine de Samuel Orchart Beeton (en), représentait Fred Beckwith avec ses enfants. La photo est accompagnée d'une légende expliquant qu'il les mettait dans l'eau dès deux et demie et qu'ils flottaient alors même qu'ils ne savaient pas encore nager, sorte d'ancêtre des bébés nageurs. Au recensement de 1861, sa fille Jessie née en 1852 et son fils Frederick né en 1854 étaient enregistrés avec comme métier « nageurs professionnels »,.
La troupe porta très vite le nom de « Beckwith's Frogs ». Ces « grenouilles de Beckwith » réalisaient de nombreux tours. Après avoir exhibé leurs capacités dans les divers styles de nage, les petits nageurs faisaient des démonstrations de sauvetage puis ils « fumaient », buvaient du lait ou mangeaient des gâteaux au fond de l'eau,. La troupe était principalement constituée de tous ses enfants, de son premier et de son second mariage. Il recruta ensuite Elizabeth sa seconde épouse, Emma la fille que celle-ci avait eu d'un premier lit puis ses petits enfants Frederick et Agnes et même le fils de son maître-nageur assistant Thomas Attwood. Au plus fort du succès, dans les années 1870, la plupart des nageurs et nageuses professionnels britanniques venaient se faire connaître en participant aux spectacles Beckwith avant de s'installer ensuite comme maîtres-nageurs eux-mêmes, ainsi David Pamplin ou Richard T. Giles qui avaient aussi été les élèves de Beckwith. Des personnalités du sport de l'époque faisaient aussi des apparitions remarquées : des coureurs comme Jem Pudney, des rameurs comme Robert Chambers (en), Harry Clasper (en) ou Harry Kelley (en), des lutteurs, des boxeurs comme Jem Carney ou Dick Burge, des joueurs de cricket comme H. H. Stephenson (en).
En 1872, Agnes et Willie, se produisirent en février sous le nom « les enfants poissons » dans la salle de spectacle Concerts des Porcherons (rue Cadet à Paris) qui disposait d'un bassin transparent. En août de la même année, Agnes faisait l'inauguration du nouvel aquarium de Brighton.
À partir de 1875, Fred Beckwith décida de capitaliser sur le phénomène médiatique de la traversée de la Manche de Webb. Il utilisa alors sa fille Agnes à qui il fit réaliser divers exploits. Ainsi, lorsqu'un de ses concurrents Harry Parker (en) annonça que sa jeune sœur Emily allait nager les 5 miles de la Tamise entre le London Bridge et Greenwich, Beckwith s'empressa de faire nager en premier sa fille Agnes,,. Agnes, âgée de 14 ans, nagea le 1er septembre en 1 h 7 min 45 s ; trois jours plus tard, Emily Parker, 14 ans elle aussi, nagea en 1 h 8. L'année suivante, en mai, Agnes Beckwith nagea trois-quarts de mile sur la Tyne et en juillet elle descendit les dix miles de la Tamise entre le pont de Battersea et Greenwich. Le 17 juillet 1878, elle nagea dans la Tamise, la remontant d'abord de Westminster à Richmond puis la redescendant jusque Mortlake, une vingtaine de miles au total en six heures,,. Ces divers coups publicitaires atteignirent leur objectif : en 1877, les cours de natation réservés aux femmes aux Lambeth Baths se passaient en présence d'Agnes, l'« héroîne de la Tamise et de la Tyne »,. À partir du 13 septembre 1880, elle nagea cent heures en six jours ; son exploit prenant fin le samedi soir pour attirer le public,. Son père la surnomma dès lors dans les publicités l'« héroïne des cent heures de natation ». De plus, comme le Princesse de Galles et ses fils étaient passés un soir assister au spectacle, les publicités ensuite précisaient que les Beckwith disposaient du haut patronage de leurs altesses royales le Prince et la Princesse de Galles ainsi que de la Famille royale.
À la fin de l'été 1879, Fred Beckwith organisa une rencontre entre sa fille et une autre des célèbres nageuses de l'époque Laura Saigeman (1857-1925) en trois manches : deux miles aux Lambeth Baths en août, seule victoire d'Agnes Beckwith récompensée par une coupe en argent ; une épreuve à Birmingham le 15 septembre et une dernière manche à Hastings devant 1 200 spectateurs. Finalement, Saigeman l'emporta de trois longueurs et reçut la récompense de cinquante livres,. Pour les commentateurs de l'époque, cette dernière épreuve, longue de trois miles en mer était trop difficile pour Agnes et son père l'aurait mise en danger. Il se contenta de répondre, en empochant l'argent que lui avait rapporté l'organisation de l'événement qu'il rentrait avec sa fille à Londres, peut-être plus sage, mais aussi plus riche.
En 1881, les Beckwith se produisirent à l'Alexandra Palace au nord de Londres puis en tournée à Luton, nord-est de Londres, Stockton-on-Tees, nord-est de l'Angleterre, Blackburn, Chester, Stockport dans la région de Manchester. Toute la décennie, ils faisaient partie aussi du programme régulier du Royal Aquarium, aux côtés d'une femme-canon, de Madame Paula, qui affrontait des alligators à mains nues ou de Zulima, la femme la plus forte du monde. En 1885, Fred Beckwith ajouta de nouvelles nageuses à sa troupe, dont Alice Sinclair, annoncée en tant que « Lady Godiva, championne du monde de natation ornementale ». Les tournées à travers le pays se poursuivaient aussi.
Au début des années 1890, la troupe de Fred Beckwith, avec les enfants de son second mariage mais aussi avec ses petits-fils (les enfants de Willie) continuait à se produire au Royal Aquarium. Les animations, dont une avec une barque, faisaient régulièrement déborder les bassins. Il semblerait aussi que le public londonien commençait à se lasser de ce type d'attractions. En 1893 et 1894, la troupe fut en tournée à travers la Grande-Bretagne : Manchester, Hastings, Middlesbrough, Chesterfield et Leeds avant un retour à Londres, au Crystal Palace puis au Royal Agricultural Hall dans Islington. En juin de l'année suivante, ils étaient à l'Exposition industrielle de Glasgow, à Sunderland pour la saison estivale, à Ramsgate en septembre et pour une exposition internationale au moment des fêtes de Noël. Dans ce dernier cas, seules les nageuses auraient été présentes. Hormis cette occasion, il est difficile de connaître la composition exacte de la troupe Beckwith dans ces années-là : non seulement, il y avait alors trois générations de nageurs mais un certain nombre de membres de la troupe adoptaient le patronyme « Beckwith ». Et il n'est pas non plus certain que les prénoms des nageurs et nageuses n'aient pas non plus été différents en fonction des époques. Il est cependant certain qu'Agnes restait alors l'élement principal et le pivot de la troupe.
Les nouveaux bains de Lambeth, les Corporation Baths sur Kennington Road l'engagèrent encore en 1897 pour y organiser des animations,.

## Commerçant failli
Au recensement de 1861, Fred Beckwith avait déclaré être maître-nageur, tenir un établissement de restauration vendant de la bière et être marchand de tabac. Pour celui de 1879, il déclarait être maître-nageur et marchand d'alimentation. Pour le recensement de 1884, il avait encore déclaré exercer diverses professions : enseignant de natation et maître-nageur, mais aussi organisateur de galas de natation avec sa famille ainsi que marchand de tabac.
Fred Beckwith dirigea ainsi au moins trois pubs plus ou moins prospères dans Londres. D'abord le Léandre (du nom du nageur mythologique) en 1859-1860 qui ne vendait que de la bière. Il dirigea The Good Intent, dans Lambeth, à partir de 1861, un établissement dédié aux sports tant dans son décor que dans ses animations (quilles ou combats de boxe). Ce pub fut très vite fréquenté par les plus grands sportifs du moment, ainsi que de membres du Parlement qui n'hésitaient pas à traverser la Tamise pour s'y montrer. Les archives montrent qu'il aurait possédé ou dirigé au moins un autre établissement (The Perseverance), et plusieurs boutiques (tabac puis alimentation), voire un hôtel The King's Head sur Westminster Bridge Road. Il ne semble pas avoir été un très bon gestionnaire. En 1861 déjà, il avait l'objet d'un redressement judiciaire. En 1872, des nageurs s'étaient plaints de ne pas réussir à obtenir le versement des prix (en argent) qu'ils avaient remportés. Il finit par faire faillite définitivement en 1879,,.

## Enfants

### Agnes Beckwith

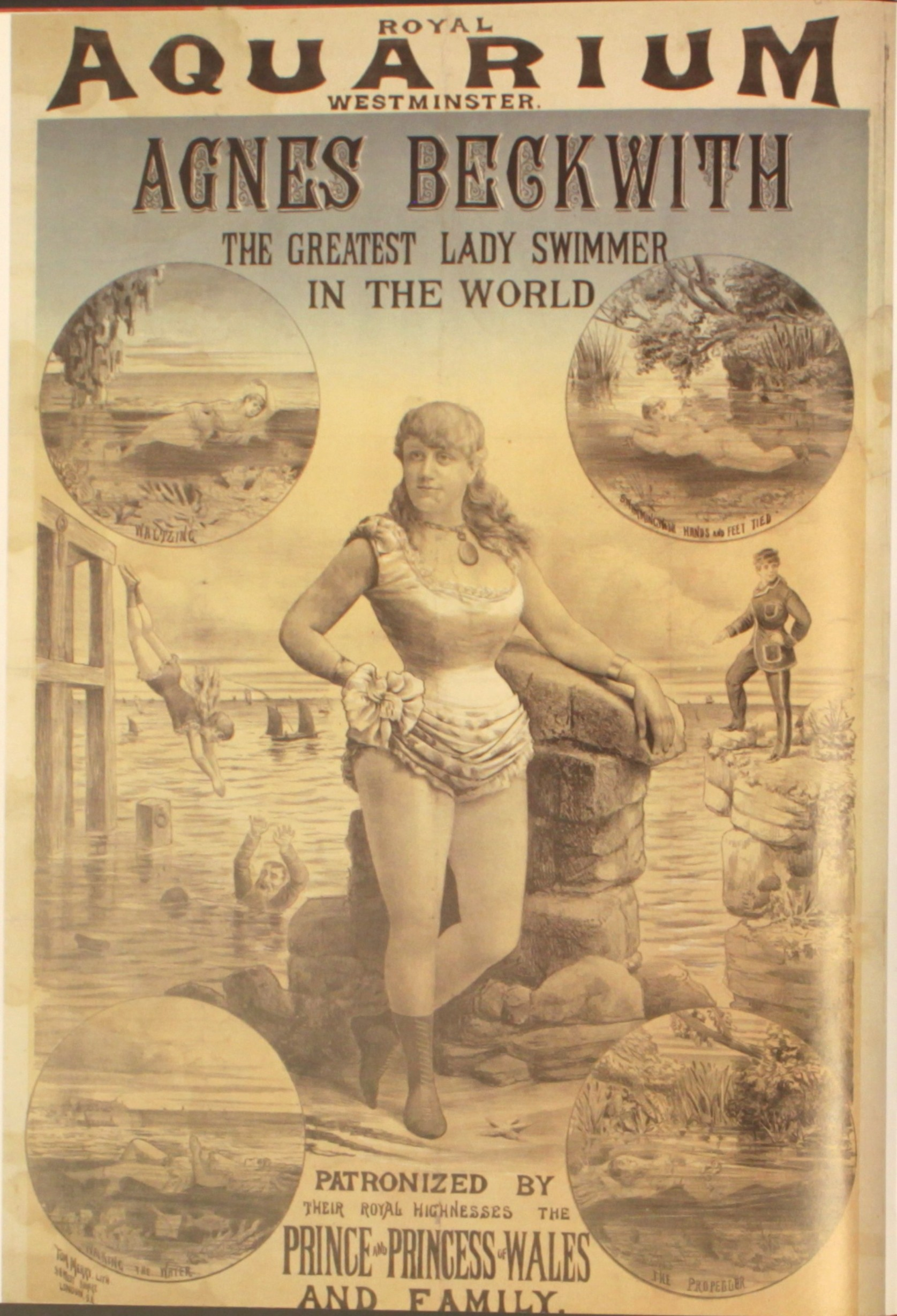
Affiche promotionnelle pour un spectacle d'Agnes Beckwith au Royal Aquarium vers 1885.

Parmi les enfants de Fred Beckwith, la plus célèbre fut sa fille Agnes (1851-1961). Elle eut d'abord de grands succès dans la troupe paternelle, avant d'être supplantée par sa demi-sœur Lizzie. Mise à l'eau par son père dès ses quatre ou cinq ans, elle réalisa aussi de nombreux exploits sportifs en natation. En 1875 et 1876, elle nagea à plusieurs reprises de longues distances dans la Tamise. Elle fut une des attractions essentielles des spectacles paternels, avant de monter les siens propres et de faire des tournées avec sa troupe féminine.
Elle est considérée comme l'une des pionnières de la natation féminine. Son exemple attira de nombreuses femmes à la pratique de ce sport. En cela, elle est aussi considérée comme essentielle pour l'ouverture aux femmes de la natation aux Jeux olympiques de Stockholm en 1912.

### Willie Beckwith
William Henry (dit Willie), né le 7 août 1857 et mort le 12 décembre 1892 d'une longue maladie pulmonaire, donc probablement la tuberculose, se distingua aussi par ses qualités de nageur. D'abord remarqué pour ses capacités au plongeon, il fut un des pionniers de l'« over-arm stroke » variante de la nage indienne avec un des bras effectuant un retour aérien. La presse le considérait comme le plus élégant nageur dans ce style et voyait en lui un des meilleurs nageurs de sa catégorie d'âge. Il remporta ses premières courses dès 1872 et battait régulièrement des nageurs amateurs comme professionnels,,. Il fut ainsi « champion d'Angleterre » des 500 yards en 1876 aux Wenlock Baths puis en 1879, 1880 et 1881 aux Lambeth Baths paternels. Dans le même bassin, il remporta en juin 1877 le championnat d'Angleterre du 200 yards à handicap,.
En octobre 1877, il était annoncé en tant que « champion de Londres et plus rapide nageur de son âge de tous les temps » lorsqu'il affronta John Baptist Johnson sur 1 000 yards pour 50 livres, toujours aux Lambeth Baths. Deux ans plus tard, encore en octobre, il tenta de battre trois « records » : deux appartenant à Jones (100 yards en 1 min 9 s 40 et 1 000 yards) et un appartenant à Johnson sur 480 yards. Willie enchaîna les deux longues distances et battit les records. Il échoua sur le 100 yards. En 1880, il remporta un championnat mixte (amateurs et professionnels) sur le 500 yards. L'année suivante, il s'imposa sur les 1 000 yards et le mile, uniquement chez les professionnels. Il triompha de Matthew Webb en juin au Royal Aquarium de Westminster dans une épreuve d'endurance : 10 heures de nage par jour sur six jours consécutifs,. En 1882, il domina largement une course ouverte à tous, dont son frère Charles à Plymouth. Quinze jours plus tard, il battait James Finney (en) sur le mile dans le Hollingworth Lake (en). Il finit par ne plus trouver d'adversaire. Il lançait des défis sur toutes les distances de 100 yards à 20 miles, proposant jusqu'à 500 livres au vainqueur, sans succès. En parallèle, il continuait les spectacles aquatiques avec une troupe féminine dans laquelle figurait son épouse et son fils. Il se produisait encore quelques mois avant sa mort.

### Charles Beckwith
La carrière sportive du plus jeune des frères, Charles (mai 1865– 2 juillet 1898), fut elle aussi interrompue par une mort prématurée. Plus grand que son frère Willie, il semblait aussi destiné à briller. Il remporta sa première course à douze ans en juin 1877 aux Lambeth Baths devant 500 spectateurs. En 1886, toujours dans le même bassin, il affronta devant un public nombreux un nageur d'Exeter E. J. Kirk sur 500 yards pour 50 Livres. Les bookmakers le donnaient vainqueur à trois contre un : il l'emporta de 20 yards. L'année suivante, il battit le nageur de Stalybridge John (ou Jack) Haggerty en remportant les deux dernières (mile et demi-mile) des trois courses où ils s'opposèrent. En 1889, Charles affronta sur une épreuve d'endurance de six jours, en dos, au Westminster Aquarium, le nageur américain Davis Dalton grand spécialiste de cette nage et il triompha.
Il participait aussi aux spectacles aquatiques de sa sœur ainsi que de sa propre troupe de sportifs, les « Water Rats » avec qui il se produisit encore quelques semaines avant sa mort. Il est enterré aux côtés de son frère Willie et de son père, mort peu de temps avant lui au cimetière de Nunhead. Il laissait au moins une fille, Aggie, qui participa elle aussi à des spectacles aquatiques en 1899.

### Lizzie Beckwith
La plus jeune des filles, issue du second mariage de Fred Beckwith, Elizabeth Agnes, dite Lizzie ou parfois Nellie, née en 1878, fut principalement une artiste aquatique de music-hall. Mise à l'eau par son père à deux ans et demi, elle participait régulièrement aux spectacles de la troupe familiale aux côtés de ses frères dans les années 1880 et au début des années 1890. Elle remporta une course sur 220 yards à la suite d'un défi lancé par son père en septembre 1893, dans Earls Court devant 10 000 spectateurs mais il ne semble pas que cela fût son activité de prédilection. En 1896, elle s'était forgée une réputation en tant que chanteuse et danseuse. Elle formait un duo très populaire, les « Sœurs Beckwith » avec la nageuse Florrie Newton, qui donc n'était pas sa sœur. Elles tournaient à travers la Grande-Bretagne, dans des spectacles toujours organisés par Fred Beckwith qui les annonçaient au choix en tant que nageuses qui réalisaient après des plongeons de haut-vol divers tours dans un bassin transparent ou en tant que chanteuses et danseuses. Après le mariage de sa partenaire, elle poursuivit ses spectacles en solo, alternant attractions aquatiques sous le nom de Beckwith et les tours de chant et de danse, parfois en soubrette, sous le nom de scène de Beth ou Bessie Osland : son autre prénom et le nom de jeune fille de sa mère.

## Fin de vie
Dans les dernières années de sa vie, Fred Beckwith subit divers revers dont un cambriolage durant lequel tous ses trophées lui furent dérobés, principalement une ceinture de champion offerte en 1860 par la Royal Lifeboat Society et la Humane Society, d'une valeur de 200 livres,. Le 10 février 1896, le monde de la natation britannique et le monde du spectacle organisèrent une soirée de gala en son honneur et les recettes lui furent versées, sorte de cadeau de départ à la retraite. Il mourut dans la pauvreté à Uppingham le 29 mai 1898, et il fut enterré le 6 juin suivant, en présence de sa seule famille, au cimetière de Nunhead,,.
Fred Beckwith et ses enfants étaient alors reconnus pour leur rôle majeur dans le développement de la natation sportive : ils en avaient fait un sport populaire ; ce qui était plus que nécessaire pour mettre fin au fléau des noyades. Par ailleurs, ils avaient su montrer une éthique toute victorienne du travail : issus des classes populaires, ils s'étaient élevés par le travail, sans toutefois, malgré les sommes en jeu, faire fortune. La mort du père et de ses deux fils à peu d'années d'intervalle mit cependant fin à leur influence. De même, le contrôle de plus en plus important de l'Amateur Swimming Association sur la natation britannique empêcha l'apparition de nageurs professionnels équivalents à la famille Beckwith.